# Munkdyngbagge
Munkdyngbagge (Aphodius frater) är en skalbaggsart som beskrevs av Étienne Mulsant och Claudius Rey 1872. Munkdyngbagge ingår i släktet Aphodius, och familjen bladhorningar. Arten förekommer tillfälligt i Sverige, men reproducerar sig inte.